# Leo Lenz
Leo Lenz, född 2 januari 1878 i Wien, död 29 augusti 1962, var en österrikiskfödd tysk författare (dramatiker), som främst skrivit komedier.